# Mohamed Obaid
Mohamed Obaid (1 de agosto de 1967) é um ex-futebolista profissional emiratense, que atuava como defensor.

## Carreira
Mohamed Obaid atuou no Al Ain.

## Seleção
Mohamed Obaid integrou a Seleção Emiratense de Futebol na Copa das Confederações de 1997, ele marcou um gol contra na competição, a favor da Rep. Checa.